# Un ballo in maschera
Un ballo in maschera (Um baile de máscaras) é uma ópera em três atos de Giuseppe Verdi, com texto de Antonio Somma. É uma das óperas mais conhecidas em todo o mundo. Sua primeira produção foi no Teatro Apollo, em Roma, em 17 de fevereiro de 1859.
A ópera baseia-se no assassinato do rei Gustavo III da Suécia, mas não é historicamente exata. Durante a composição, Verdi foi convidado a fazer muitas mudanças na ópera, devido ao tema politicamente sensível.
Apesar de sua dramática conclusão, Un ballo in maschera tem muitos momentos de brilhantismo e ironia associada a comédia - uma mistura, que levou os críticos a rotulá-la "Shakespeariano".
| Intérpretes                          | Voz              | Estreia, 17 fevereiro 1859 (Maestro: - ) |
| ------------------------------------ | ---------------- | ---------------------------------------- |
| Riccardo (ou Gustavo, Rei da Suécia) | tenor            | Gaetano Fraschini                        |
| Amelia                               | soprano          | Eugenia Julienne-Dejean                  |
| Renato (ou Conde Anckarström)        | barítono         | Leone Giraldoni                          |
| Oscar                                | soprano travesti | Pamela Scotti                            |
| Ulrica (ou Madame Arvidson)          | contralto        | Zelina Sbriscia                          |
| A judge                              | tenor            | Giuseppe Bazzoli                         |
| Silvano (ou Cristiano)               | baixo            | Stefano Santucci                         |
| Criado de Amelia                     | tenor            | Luigi Fossi                              |
| Samuel (ou Conde Ribbing)            | baixo            | Cesare Rossi                             |
| Tom (ou Conde Horn)                  | baixo            | Giovanni Bernardoni                      |

## Gravações Selecionadas
| Ano  | Cast (Riccardo, Amelia, Renato, Oscar, Ulrica)                                        | Maestro, Sala de Ópera e Orquestra                              | Label                                        |
| ---- | ------------------------------------------------------------------------------------- | --------------------------------------------------------------- | -------------------------------------------- |
| 1954 | Jan Peerce, Herva Nelli, Robert Merrill Virginia Haskins                              | Arturo Toscanini, NBC Symphony Orchestra Robert Shaw Chorale    | Audio CD:                                    |
| 1956 | Giuseppe di Stefano, Maria Callas, Tito Gobbi Eugenia Ratti, Fedora Barbieri          | Antonino Votto, Orquestra e Coro do Teatro alla Scala di Milano | Audio CD: EMI Classics                       |
| 1961 | Carlo Bergonzi, Birgit Nilsson, Cornell MacNeil, Sylvia Stahlman, Giulietta Simionato | Georg Solti, Coro e Orquestra da Accademia di Santa Cecilia     | Audio CD: Decca                              |
| 1966 | Carlo Bergonzi, Leontyne Price, Robert Merrill, Reri Grist, Shirley Verrett           | Erich Leinsdorf RCA Italiana Opera Orquestra e Coros            | Audio CD: RCA Victor                         |
| 1975 | Plácido Domingo, Katia Ricciarelli, Piero Cappuccilli, Reri Grist ??                  | Claudio Abbado, Royal Opera House Orquestra e Coros             | DVD: Kultur Video                            |
| 1979 | José Carreras, Montserrat Caballé, Ingvar Wixell, Sona Ghazarian, Patricia Payne      | Sir Colin Davis, Royal Opera House Orquestra e Coros            | Audio CD: Philips Cat: 426 560-2             |
| 1980 | Plácido Domingo, Katia Ricciarelli, Renato Bruson, Elena Obraztsova ??                | Claudio Abbado, Teatro alla Scala Orquestra e Coros             | Audio CD: Deutsche Grammophon Cat: 453 148-2 |
| 1990 | Plácido Domingo, Josephine Barstow, Leo Nucci, Sumi Jo ??                             | Georg Solti, Vienna State Opera, Vienna Philharmonic Orchestra  | DVD: TDK Video Cat: 8 24121 00109 4          |